# تپه گورستان زرنوشه
تپه قبرستان زرنوشه مربوط به دوره اشکانیان است و در شهرستان آشتیان، بخش مرکزی، دهستان گرکان، روستای زرنوشه واقع شده و این اثر در تاریخ ۲۰ اسفند ۱۳۸۵ با شمارهٔ ثبت ۱۸۰۱۲ به‌عنوان یکی از آثار ملی ایران به ثبت رسیده است.